# Ctenochira meridionator
Ctenochira meridionator là một loài tò vò trong họ Ichneumonidae.